# Петар Стоянович
Петар Стоянович (словен. Petar Stojanović, нар. 7 жовтня 1995, Любляна) — словенський футболіст, півзахисник польського клубу «Легія» та національної збірної Словенії.

## Клубна кар'єра
Народився 7 жовтня 1995 року в місті Любляна. Вихованець футбольної школи клубу «Марибор». Дорослу футбольну кар'єру розпочав 2011 року в основній команді того ж клубу. У віці 16 років, п'яти місяців Петар встановив новий клубний рекорд як наймолодший гравець, що з'явився на полі у вищому дивізіоні, перевершивши попередній рекорд Луки Крайнца на два місяці і 23 дні.
Проте стати основним гравцем Стоянович не зумів, через що був відданий в оренду в нижчоліговий «Вержей», після повернення з якого 2014 року став основним гравцем мариборців, вигравши з ними низку національних трофеїв. Відіграв загалом за команду з Марибора 45 матчів в національному чемпіонаті.
На початку 2018 року став гравцем хорватського «Динамо» (Загреб), за який провів п'ять з половиною років. Влітку 2021 року був орендований італійським «Емполі», який згодом викупив контракт словенця.
Влітку 2023 року перейшов на правах оренди до «Сампдорії».
27 червня 2025 року, після закінчення контракту з «Емполі», перейшов до варшавської «Легії», підписавши контракт на три роки.

## Виступи за збірні
2011 року дебютував у складі юнацької збірної Словенії, разом з якою брав участь у юнацькому Євро-2012, на якому навіть забив гол у ворота однолітків з Бельгії, проте його збірна зайняла останнє місце у групі. Загалом взяв участь у 5 іграх на юнацькому рівні, відзначившись одним забитим голом.
З 2014 року залучався до складу молодіжної збірної Словенії. На молодіжному рівні зіграв у 3 офіційних матчах, забив 1 гол.
18 листопада 2014 року у віці 19 років дебютував в офіційних матчах у складі національної збірної Словенії  і став наймолодшим дебютантом у збірній, перевершивши попередній рекорд, встановлений Рене Міхеличем сімома роками раніше. У подальшому час від часу запрошувався до лав збірної, а гравцем її основного складу став від початку 2019 року.
| Дата       | Місто            | Господарі          | Результат | Гості              | Турнір                               | Голи | Примітки  |
| ---------- | ---------------- | ------------------ | --------- | ------------------ | ------------------------------------ | ---- | --------- |
| 18-11-2014 | Любляна          | Словенія           | 0 – 1     | Колумбія           | товариський матч                     | -    | 46'       |
| 27-3-2015  | Любляна          | Словенія           | 6 – 0     | Сан-Марино         | Відбір до ЧЄ 2016                    | -    | 76'       |
| 30-3-2015  | Доха             | Катар              | 1 – 0     | Словенія           | товариський матч                     | -    |           |
| 28-3-2016  | Белфаст          | Північна Ірландія  | 1 – 0     | Словенія           | товариський матч                     | -    | 61'       |
| 2-6-2018   | Подгориця        | Чорногорія         | 0 – 2     | Словенія           | товариський матч                     | -    | 46'       |
| 9-9-2018   | Нікосія          | Кіпр               | 2 – 1     | Словенія           | Ліга націй УЄФА 2018-2019 - 1-й етап | -    | 89' (aut) |
| 21-3-2019  | Хайфа            | Ізраїль            | 1 – 1     | Словенія           | Відбір до ЧЄ 2020                    | -    |           |
| 24-3-2019  | Любляна          | Словенія           | 1 – 1     | Північна Македонія | Відбір до ЧЄ 2020                    | -    |           |
| 7-6-2019   | Відень           | Австрія            | 1 – 0     | Словенія           | Відбір до ЧЄ 2020                    | -    |           |
| 10-6-2019  | Рига             | Латвія             | 0 – 5     | Словенія           | Відбір до ЧЄ 2020                    | -    |           |
| 6-9-2019   | Любляна          | Словенія           | 2 – 0     | Польща             | Відбір до ЧЄ 2020                    | -    | 74'       |
| 9-9-2019   | Любляна          | Словенія           | 3 – 2     | Ізраїль            | Відбір до ЧЄ 2020                    | -    |           |
| 10-10-2019 | Скоп'є           | Північна Македонія | 2 – 1     | Словенія           | Відбір до ЧЄ 2020                    | -    |           |
| 13-10-2019 | Любляна          | Словенія           | 0 – 1     | Австрія            | Відбір до ЧЄ 2020                    | -    |           |
| 16-11-2019 | Любляна          | Словенія           | 1 – 0     | Латвія             | Відбір до ЧЄ 2020                    | -    |           |
| 19-11-2019 | Варшава          | Польща             | 3 – 2     | Словенія           | Відбір до ЧЄ 2020                    | -    |           |
| 3-9-2020   | Любляна          | Словенія           | 0 – 0     | Греція             | Ліга націй УЄФА 2020-2021 - 1-й етап | -    |           |
| 6-9-2020   | Любляна          | Словенія           | 1 – 0     | Молдова            | Ліга націй УЄФА 2020-2021 - 1-й етап | -    | 90+4'     |
| 7-10-2020  | Любляна          | Словенія           | 4 – 0     | Сан-Марино         | товариський матч                     | -    | 71'       |
| 11-10-2020 | Приштина         | Косово             | 0 – 1     | Словенія           | Ліга націй УЄФА 2020-2021 - 1-й етап | -    | 35'       |
| 15-11-2020 | Любляна          | Словенія           | 2 – 1     | Косово             | Ліга націй УЄФА 2020-2021 - 1-й етап | -    |           |
| 18-11-2020 | Афіни            | Греція             | 0 – 0     | Словенія           | Ліга націй УЄФА 2020-2021 - 1-й етап | -    |           |
| 24-3-2021  | Любляна          | Словенія           | 1 – 0     | Хорватія           | Відбір до ЧС 2022                    | -    |           |
| 27-3-2021  | Сочі             | Росія              | 2 – 1     | Словенія           | Відбір до ЧС 2022                    | -    | 61'       |
| 30-3-2021  | Строволос        | Кіпр               | 1 – 0     | Словенія           | Відбір до ЧС 2022                    | -    |           |
| 1-6-2021   | Скоп'є           | Північна Македонія | 1 – 1     | Словенія           | товариський матч                     | -    | 55'       |
| 4-6-2021   | Копер (Словенія) | Словенія           | 6 – 0     | Гібралтар          | товариський матч                     | -    | 46'       |
| 1-9-2021   | Любляна          | Словенія           | 1 – 1     | Словаччина         | Відбір до ЧС 2022                    | 1    |           |
| 4-9-2021   | Любляна          | Словенія           | 1 – 0     | Мальта             | Відбір до ЧС 2022                    | -    |           |
| 7-9-2021   | Спліт            | Хорватія           | 3 – 0     | Словенія           | Відбір до ЧС 2022                    | -    | 88'       |
| 11-11-2021 | Трнава           | Словаччина         | 2 – 2     | Словенія           | Відбір до ЧС 2022                    | -    | 80'       |
| 14-11-2021 | Любляна          | Словенія           | 2 – 1     | Кіпр               | Відбір до ЧС 2022                    | -    | 45+3'     |
| 26-3-2022  | Ер-Раян          | Хорватія           | 1 – 1     | Словенія           | товариський матч                     | -    | 77'       |
| 29-3-2022  | Ер-Раян          | Катар              | 0 – 0     | Словенія           | товариський матч                     | -    | 87'       |
| 2-6-2022   | Любляна          | Словенія           | 0 – 2     | Швеція             | Ліга націй УЄФА 2022-2023 - 1-й етап | -    | 37'       |
| 5-6-2022   | Белград          | Сербія             | 4 – 1     | Словенія           | Ліга націй УЄФА 2022-2023 - 1-й етап | 1    |           |
| 9-6-2022   | Осло             | Норвегія           | 0 – 0     | Словенія           | Ліга націй УЄФА 2022-2023 - 1-й етап | -    | 1'        |
| 24-9-2022  | Любляна          | Словенія           | 2 – 1     | Норвегія           | Ліга націй УЄФА 2022-2023 - 1-й етап | -    | 64'       |
| 27-9-2022  | Стокгольм        | Швеція             | 1 – 1     | Словенія           | Ліга націй УЄФА 2022-2023 - 1-й етап | -    | 54'       |
| 17-11-2022 | Клуж-Напока      | Румунія            | 1 – 2     | Словенія           | товариський матч                     | -    | 58'       |
| 20-11-2022 | Любляна          | Словенія           | 1 – 0     | Чорногорія         | товариський матч                     | -    | 72'       |
| 23-3-2023  | Астана           | Казахстан          | 1 – 2     | Словенія           | Відбір до ЧЄ 2024                    | -    | 45+1'     |
| 26-3-2023  | Любляна          | Словенія           | 2 – 0     | Сан-Марино         | Відбір до ЧЄ 2024                    | -    |           |
| 16-6-2023  | Гельсінкі        | Фінляндія          | 2 – 0     | Словенія           | Відбір до ЧЄ 2024                    | -    | 78'       |
| 19-6-2023  | Любляна          | Словенія           | 1 – 1     | Данія              | Відбір до ЧЄ 2024                    | -    |           |
| 7-9-2023   | Любляна          | Словенія           | 4 – 2     | Північна Ірландія  | Відбір до ЧЄ 2024                    | -    |           |
| 10-9-2023  | Серравалле       | Сан-Марино         | 0 – 4     | Словенія           | Відбір до ЧЄ 2024                    | -    | 41' 66'   |
| 14-10-2023 | Любляна          | Словенія           | 3 – 0     | Фінляндія          | Відбір до ЧЄ 2024                    | -    | 90+4'     |
| 17-10-2023 | Белфаст          | Північна Ірландія  | 0 – 1     | Словенія           | Відбір до ЧЄ 2024                    | -    |           |
| 20-11-2023 | Любляна          | Словенія           | 2 – 1     | Казахстан          | Відбір до ЧЄ 2024                    | -    | 90+2'     |
| Усього     |                  | Матчів             | 50        |                    | Голів                                | 2    |           |

## Досягнення
- Чемпіон Словенії (4):

«Марибор»: 2011-12, 2012-13, 2013-14, 2014-15
- Володар  Кубка Словенії (2):

«Марибор»: 2011-12, 2012-13
- Володар Суперкубка Словенії (3):

«Марибор»: 2012, 2013, 2014
- Чемпіон Хорватії (4):

«Динамо» (Загреб):  2015-16, 2017-18, 2018-19, 2019-20
- Володар Кубка Хорватії (3):

«Динамо» (Загреб):  2015-16, 2017-18, 2020-21
- Володар Суперкубка Хорватії (1):

«Динамо» (Загреб): 2019
- Володар Суперкубка Польщі (1):

«Легія»: 2025